# Dick Wagner (ativista)
Roland Richard Wagner (Dayton, 23 de setembro de 1943 – Madison, 13 de dezembro de 2021) foi um historiador, ativista e político americano, mais conhecido por seu trabalho na história LGBT de Wisconsin, pela criação de organizações para eleger gays e lésbicas para cargos públicos e pelo serviço público prestado a Madison, Wisconsin e ao Condado de Dane.

## Primeiros anos e carreira
Filho de Roland A. Wagner e Katherine Moorman, Wagner nasceu em 29 de setembro de 1943, na cidade de Dayton, em Ohio. Ele se formou na Universidade de Dayton em 1965 e na Universidade de Wisconsin-Madison com mestrado em 1967 e doutorado em 1971 em História Americana. Sua dissertação foi intitulada "Virtude contra o vício: um estudo sobre reformadores morais e prostituição na era progressista" (em inglês: Virtue Against Vice: A Study of Moral Reformers and Prostitution in the Progressive Era). Como aluno da UW-Madison, Wagner organizou comícios contra a guerra do Vietnã e se envolveu na campanha presidencial de Eugene McCarthy e na eleição para governador de 1970.
Ele também se envolveu em protestos por moradia justa em Milwaukee com James Groppi, um ativista dos direitos civis baseado em Milwaukee. Como estudante em Madison, ele frequentou a capela católica no campus, mas em seus últimos anos frequentou o Mosteiro ecumênico da Santa Sabedoria devido ao crescente conservadorismo em sua comunidade católica. Em 1972, ele foi nomeado diretor executivo da Comissão do Bicentenário da Revolução Americana. Em 1977, Wagner administrou a residência executiva do governador Martin Schreiber. Em 1979, Wagner tornou-se analista de orçamento no Departamento de Administração de Wisconsin. Ele encerrou suas atividades no serviço público em 2005.
Wagner concorreu ao Conselho Comum de Madison em 1974, mas não obteve sucesso. Em 1980, Wagner foi eleito para o Conselho de Supervisores do Condado de Dane, cargo no qual ocupou até 1994. Ele foi presidente do conselho de 1988 a 1992. Enquanto estava no Conselho do Condado, Wagner providenciou que a escultura do Monumento à Libertação Gay de George Segal fosse um empréstimo de longo prazo para a cidade de Madison até que sua casa definitiva na cidade de Nova Iorque estivesse pronta.
Além de seu serviço no Conselho do Condado de Dane, em 1993, ele foi co-fundador da New Harvest Foundation, que financia as comunidades LGBT de Wisconsin. Wagner também atuou na Comissão do Plano de Madison, no Conselho do Centro de Madison Inc, na Comissão de Design Urbano de Madison, na Comissão de Marcos Históricos de Madison, no Conselho de Humanidades de Wisconsin, no Historic Madison, no Conselho de Artes de Wisconsin, no Madison Trust for Historic Preservation, no Conselho do Olbrich Botanical Gardens e no Conselho dos Amigos das Bibliotecas da UW, e foi o primeiro presidente da Autoridade de Trânsito Regional do Condado de Dane. Em 2007, Wagner se tornou o primeiro ganhador do prêmio Jeffrey Clay Erlanger Civility in Public Discourse Award de Madison.

## Ativismo político LGBT
Em 1972, Wagner organizou a campanha de David Clarenbach, então com 18 anos, para o Conselho de Supervisores do Condado de Dane, embora nem Wagner nem Clarenbach tenham se assumido publicamente na época. Wagner ajudou na eleição de Clarenbach para a Assembleia Estadual de Wisconsin em 1974. Em nível local, Wagner também fez lobby por uma lei de direitos gays em 1974 e, em 1975, a cidade de Madison alterou sua Lei de Igualdade de Oportunidades para proibir a discriminação com base na orientação sexual, a primeira lei de direitos gays em Wisconsin.

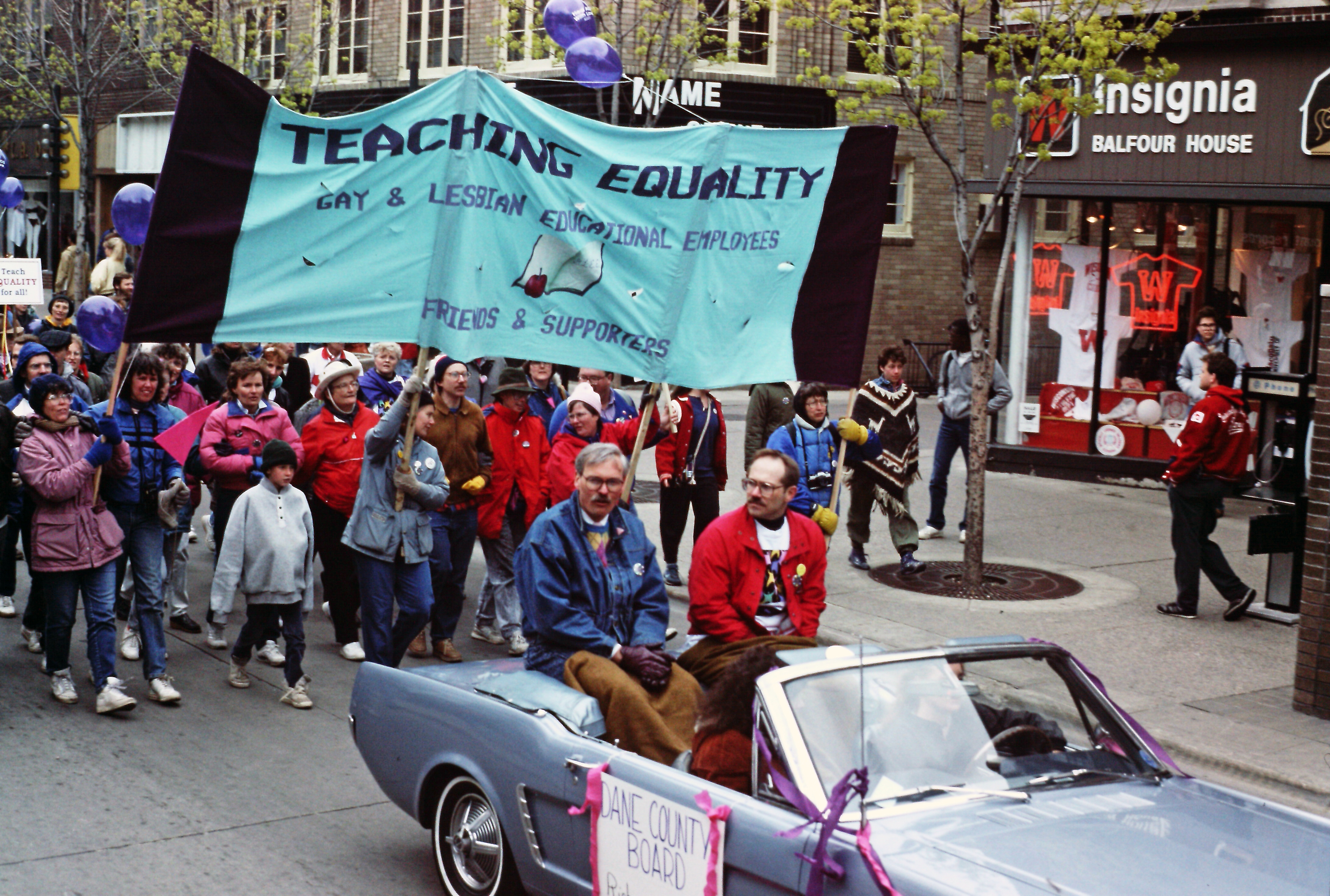
Dick Wagner (à esquerda, no carro) na marcha GALVAnize organizada pela Gay and Lesbian Visibility Alliance em Madison, 1989

Em 1981, Wagner recrutou Kathleen Nichols para concorrer na eleição de 1982 para o Conselho de Supervisores do Condado de Dane como lésbica assumida. Embora Wagner já tivesse se assumido para amigos há algum tempo, ele próprio se assumiu para a imprensa naquela primavera.
Em 1982, Wagner trabalhou novamente com Clarenbach e outros na legislatura estadual para elaborar um projeto de lei estadual para proibir a discriminação com base na orientação sexual. Foi sancionada pelo governador republicano Lee Sherman Dreyfus. Clarenbach disse mais tarde: "Não creio que possa exagerar o papel que ele desempenhou (…) Se não houvesse Dick Wagner, duvido que Wisconsin se tivesse tornado o Estado dos Direitos dos Gays."
Em 1983, o recém-eleito governador Tony Earl, que havia feito campanha pelos direitos dos gays, pediu que Wagner e Nichols viajassem pelo estado e se reunissem com grupos e comunidades LGBT e relatassem a ele quais questões sua administração poderia abordar. Após concluírem suas visitas, Earl nomeou Wagner e Nichols como co-presidentes do recém-criado Conselho do Governador para Questões Lésbicas e Gays. O Conselho começou a coordenar uma resposta à SIDA no Wisconsin quase imediatamente após a sua criação.

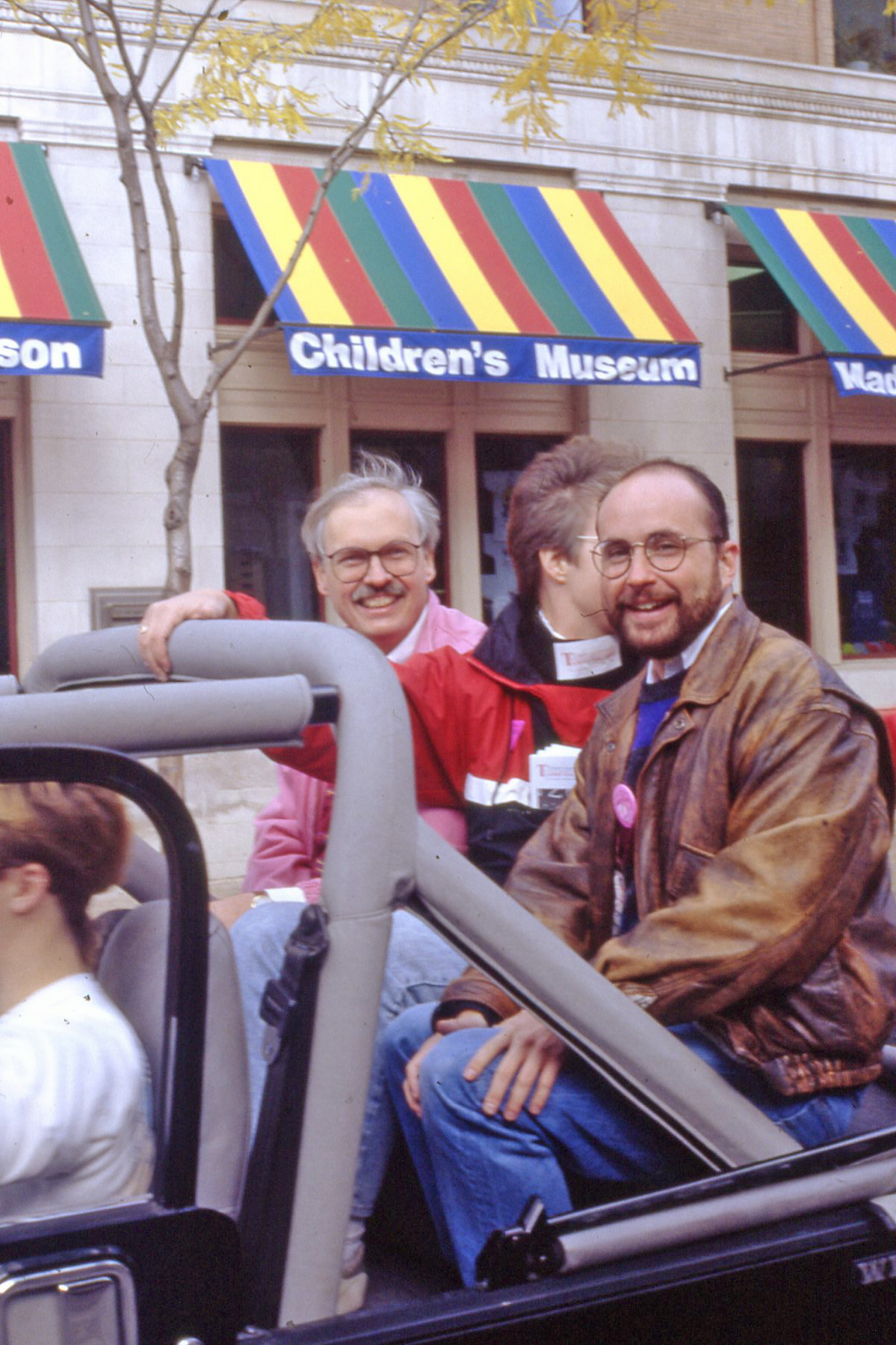
Dick Wagner (à esquerda) junto com Tammy Baldwin e Mark Pocan na Parada do Orgulho Gay de Madison, 1991

Em novembro de 1985, Wagner e Nichols juntaram-se a outros dez funcionários eleitos assumidamente lésbicas e gays para a primeira Conferência Nacional de Funcionários Eleitos Assumidamente Lésbicas e Gays (na altura, estimava-se que existiam 19 funcionários eleitos assumidamente nos Estados Unidos). A conferência continuaria anualmente, sob os auspícios da Rede Internacional de Oficiais Lésbicos e Gays (em inglês: INLGO). Mais tarde, o INLGO se fundiria com o LGBTQ Victory Fund (então conhecido como Gay and Lesbian Leadership Institute).

## Atividade como historiador
Em 2019, Wagner escreveu We've Been Here All Along, que discutiu a história LGBT de Wisconsin, desde as reportagens da mídia sobre os julgamentos de Oscar Wilde até a rebelião de Stonewall. Wagner baseou-se em material de arquivo para descobrir histórias nunca antes contadas de moradores LGBT de Wisconsin e do desenvolvimento de suas comunidades, identidades e redes de apoio. O livro conta como eles conseguiram prosperar apesar da hostilidade do governo e do público em geral, como o Lavender Scare da década de 1950. O próximo livro de Wagner, Coming Out, Moving Forward: Wisconsin's Recent Gay History, discute os desafios que a comunidade LGBT de Wisconsin enfrentou após os eventos de Stonewall, entre 1969 e 2000. Em 2023, esses dois livros foram transformados em uma série de duas partes, "Wisconsin Pride".
Wagner também publicou uma história do Departamento de Administração de Wisconsin em 2002 intitulada DOA, the story: four decades of Wisconsin‘s Department of Administration (OCLC 53175734), e contribuiu com um capítulo intitulado 'Wisconsin Academics Outing LGBT Policies' para Education for Democracy: Renewing the Wisconsin Idea (University of Wisconsin Press 2020, ISBN 9780299328900, OCLC 1199891851), um livro editado por Chad Allen Goldberg que argumentava que as instituições públicas de ensino superior continuam sendo um bastião da resolução colaborativa de problemas, usando a Ideia de Wisconsin como estrutura.

## Morte e legado
Wagner morreu em 13 de dezembro de 2021 no que era então o Kerr-McGee Triangle Park, um parque no centro de Madison que ele foi fundamental na criação. Wagner estava entregando compras para um vizinho que haviam sido entregues acidentalmente a ele. O parque foi renomeado como Parque R. Richard Wagner. Seu funeral, um serviço cristão ecumênico, foi realizado no Mosteiro da Santa Sabedoria.
Na sua morte, a senadora norte-americana Tammy Baldwin divulgou uma declaração. O congressista Mark Pocan gravou um vídeo em homenagem a Wagner, e houve declarações, entre outros, do governador Tony Evers, do prefeito de Madison, Satya Rhodes-Conway, do executivo do condado de Dane, Joe Parisi, e do ex-prefeito de Madison, Dave Cieslewicz, que vários anos antes havia proposto renomear a prefeitura de Madison em homenagem a Wagner. O Departamento de História da UW também publicou uma homenagem a Wagner.
Posteriormente, Rhodes-Conway selecionou um retrato de Wagner como o Prêmio de Compra do Prefeito de 2022. O retrato, pintado por Rae Senarighi, também conhecido como Transpainter, foi dedicado em uma cerimônia conjunta com a cidade de Madison e o condado de Dane, e se junta a um retrato de Nathan Dane como o único outro retrato de um indivíduo fora das câmaras do Conselho Comum de Madison e do Conselho de Supervisores do Condado de Dane.
Após a morte de Wagner, as Bibliotecas da Universidade de Wisconsin criaram o fundo R Richard Wagner Pride Archive. Os arquivos de Wagner constituem uma grande parte da coleção universitária de material LGBTQ+ de Madison e do Condado de Dane.

## Obras publicadas
- Wagner, Dick (2019). We've Been Here All Along (em inglês). [S.l.]: Wisconsin Historical Society Press. ISBN 9780870209123
- Wagner, Dick (2020). Coming Out, Moving Forward: Wisconsin's Recent Gay History (em inglês). [S.l.]: Wisconsin Historical Society Press. ISBN 9780870209284
- Wagner, Dick (2002). DOA, the story: four decades of Wisconsin's Department of Administration (em inglês). [S.l.]: Wisconsin Dept. of Administration. OCLC 53175734
- Goldberg, Chad Alan, ed. (2020). «Wisconsin Academics Outing LGBT Policies». Education for Democracy: Renewing the Wisconsin Idea (em inglês). [S.l.]: University of Wisconsin Press. ISBN 9780299328900